# Barberaren i Sevilla (film)
Barberaren i Sevilla (engelska: The Barber of Seville) är en tecknad kortfilm från 1944 med Hacke Hackspett.

## Handling
Hacke Hackspett går in i en frisersalong för att fixa sin frisyr. Men det står på en skylt att barberaren Tony Figaro är borta och tränar, så Hacke bestämmer sig för att klippa sin frisyr själv. Medan han gör detta får salongen besök av fler kunder. En indian kommer in och vill ha en schamponering. Hacke täcker hans huvud med varma handdukar vilket gör att indianens fjäderbonad krymper. Senare kommer en byggarbetare, som vill ha allt som går att erbjuda. Medan Hacke ger honom denna behandling, sjunger Hacke arian "Largo al factotum" från operan Barberaren i Sevilla.

## Om filmen
Barberaren i Sevilla var den första filmen med Hacke Hackspett som Shamus Culhane regisserade.